# رذيلة متأصلة (فلم)
رذيلة متأصلة (بالإنجليزية: Inherent Vice) هو فيلم كوميدي درامي تم إنتاجه في الولايات المتحدة. من بطولة خواكين فينيكس وجوش برولين وأوين ويلسون وريس ويذرسبون ، ومن إخراج بول توماس أندرسون ، حصد الفيلم بعض الجوائز ورشح مؤخرا لجائزتي أوسكار لعام 2015 .

## القصة
تدور أحداث الفيلم حول المحقق لاري دوك سبورتللو (خواكين فينيكس) المدمن على المخدرات، والذي يتلقى زيارة من حبيبته السابقة (شاستا فاي)، والتي على علاقة حاليًا بأحد مليونيرات المدينة، تخبره أن حبيبها اختفى من على وجه الأرض، وتريد منه مساعدتها في إيجاده.

## الميزانية والإيرادات
بلغت تكلفة إنتاج الفيلم حوالي $20 مليون، بينما حقق أرباحا تقدر بـ $5.3 مليون.

## وصلات خارجية
- الموقع الرسمي
- مقالات تستعمل روابط فنية بلا صلة مع ويكي بيانات

لا توجد روابط لمواقع التواصل الاجتماعي.